# Hermelange
Hermelange är en kommun i departementet Moselle i regionen Grand Est (tidigare regionen Lorraine) i nordöstra Frankrike. Kommunen ligger i kantonen Lorquin som tillhör arrondissementet Sarrebourg. År 2022 hade Hermelange 215 invånare.

## Befolkningsutveckling
Antalet invånare i kommunen Hermelange
| Referens: INSEE |